# Mistrzostwa Polski w Kajakarstwie 2015
77. Mistrzostwa Polski seniorów w kajakarstwie – odbyły się w Poznaniu w dniach 5 – 7 czerwca 2015. 
Mistrzostwa rozgrywane były na Torze Regatowym "Malta".

## Medaliści

### Mężczyźni

#### Kanadyjki
| Konkurencja | Złoto                                                                    | Czas      | Srebro                                                                             | Czas      | Brąz                                                                           | Czas      |
| C-1 200 m   | Wiktor Głazunow (AZS AWF Gorzów Wlkp.)                                   | 41.751    | Tomasz Kaczor (Warta Poznań)                                                       | 41.763    | Michał Łubniewski (Stomil Poznań)                                              | 42.063    |
| C-1 500 m   | Marcin Grzybowski (KS Posnania)                                          | 1:51.196  | Michał Kudła (KS Posnania)                                                         | 1:52.296  | Wiktor Głazunow (AZS AWF Gorzów Wlkp.)                                         | 1:52.444  |
| C-1 1000 m  | Tomasz Kaczor (KS Warta Poznań)                                          | 3:54.509  | Vincent Słomiński (Stomil Poznań)                                                  | 3:56.885  | Piotr Kuleta (AZS KU Politechnika Opolska)                                     | 3:58.353  |
| C-1 5000 m  | Vincent Słomiński (Stomil Poznań)                                        | 22:46.625 | Wiktor Głazunow (AZS AWF Gorzów Wlkp)                                              | 22:49.381 | Mateusz Zuchora (AZS KU Politechnika Opolska)                                  | 22:58.245 |
| C-2 200 m   | Mariusz Ruczyński Daniel Pośpiech (AZS AWF Poznań)                       | 40.611    | Marcin Grzybowski Mariusz Kruk (KS Posnania)                                       | 41.007    | Grzegorz Kara Mateusz Kamiński (OKSW Olsztyn)                                  | 42.095    |
| C-2 500 m   | Michał Łubniewski Patryk Sokół (KS Stomil Poznań)                        | 1:43.726  | Marcin Grzybowski Mariusz Kruk (KS Posnania)                                       | 1:44.638  | Lawrence Drojetzki Daniel Pośpiech (AZS AWF Poznań)                            | 1:47.262  |
| C-2 1000 m  | Patryk Sokół Michał Łubniewski (Stomil Poznań)                           | 3:44.389  | Tomasz Barniak Mateusz Kamiński (OKS Olsztyn)                                      | 3:44.633  | Wiktor Głazunow Joshua Drojetzki (AZS-AWF Gorzów Wlkp.)                        | 3:46.009  |
| C-4 1000 m  | KS Posnania Mariusz Kruk Marcin Grzybowski Michał Kudła Szymon Kosteński | 3:35.404  | KS AZS AWF Poznań Patryk Gluza Grzegorz Szpynda Lawrence Drojetzki Daniel Pośpiech | 3:37.516  | KS AZS AWF Poznań Mariusz Ruczyński Jacek Kamiński Roman Furtak Gilbert Paluch | 3:39.384  |

#### Kajaki
| Konkurencja | Złoto                                                                                    | Czas      | Srebro                                                                              | Czas      | Brąz                                                                              | Czas      |
| K-1 200 m   | Sebastian Szypuła (WKS Zawisza Bydgoszcz)                                                | 37.269    | Dawid Putto (Kopernik Bydgoszcz)                                                    | 37.349    | Grzegorz Bierzało (AZS-AWF Gorzów Wlkp.)                                          | 37.585    |
| K-1 500 m   | Paweł Szandrach (WKS Zawisza Bydgoszcz)                                                  | 1:39.727  | Bartosz Stabno (KS Posnania)                                                        | 1:40.543  | Martin Brzeziński (WKS Zawisza Bydgoszcz)                                         | 1:40.655  |
| K-1 1000 m  | Paweł Szandrach (WKS Zawisza Bydgoszcz)                                                  | 3:35.329  | Rafał Rosolski (Dojlidy Białystok)                                                  | 3:35.773  | Rafał Maroń (WKS Zawisza Bydgoszcz)                                               | 3:37.537  |
| K-1 5000 m  | Rafał Rosolski (Dojlidy Białystok)                                                       | 23:48.946 | Bartosz Stabno (KS Posnania)                                                        | 23:52.758 | Arkadiusz Krajewski (KS Admira Gorzów Wlkp.)                                      | 24:04.138 |
| K-2 200 m   | Sebastian Szypuła Piotr Mazur (WKS Zawisza Bydgoszcz)                                    | 34.208    | Grzegorz Bierzało Paweł Kaczmarek (AZS-AWF Gorzów Wlkp.)                            | 34.732    | Dorian Kliczkowski Bartosz Jonkisz (AZS-AWF Gorzów Wlkp.)                         | 35.228    |
| K-2 500 m   | Rafał Rosolski Paweł Florczak (Dojlidy Białystok)                                        | 1:32.549  | Martin Brzeziński Rafał Maroń (WKS Zawisza Bydgoszcz)                               | 1:32.965  | Grzegorz Bierzało Paweł Kaczmarek (AZS-AWF Gorzów Wlkp.)                          | 1:35.137  |
| K-2 1000 m  | Paweł Szandrach Mariusz Kujawski (WKS Zawisza Bydgoszcz)                                 | 3:28.787  | Mateusz Augustyniak Adam Wachowiak (KS Posnania)                                    | 3:29.387  | Damian Uhle Norbert Kuczyński (Wiskord Szczecin)                                  | 3:29.747  |
| K-4 200 m   | WKS Zawisza Bydgoszcz Patryk Kulczyński Piotr Mazur Sebastian Szypuła Piotr Siemionowski | 33.120    | AZS AWF Poznań Jakub Grobelny Patryk Grzelka Jakub Michalski Kamil Tomyślak         | 33.120    | Sparta Augustów Andrzej Markiewicz Marcin Garbacz Emil Hryńko Kamil Garbacz       | 36.424    |
| K-4 1000 m  | WKS Zawisza Bydgoszcz Rafał Maroń Paweł Szandrach Mariusz Kujawski Martin Brzeziński     | 3:06.538  | KS Posnania Poznań Bartosz Stabno Wojciech Tracz Adam Wachowiak Mateusz Augustyniak | 3:07.866  | AZS AWF Gorzów Wlkp. Daniel Wasyłyk Jakub Grobelny Patryk Grzelka Jakub Michalski | 3:08.634  |

### Kobiety

#### Kajaki
| Konkurencja | Złoto                                                                               | Czas      | Srebro                                                                                   | Czas      | Brąz                                                                      | Czas      |
| K-1 200 m   | Marta Walczykiewicz (KTW Kalisz)                                                    | 40.890    | Karolina Naja (AZS-AWF Gorzów Wlkp.)                                                     | 42.038    | Ewelina Wojnarowska (KS Warta Poznań)                                     | 42.766    |
| K-1 500 m   | Ewelina Wojnarowska (KS Warta Poznań)                                               | 1:49.505  | Karolina Naja (AZS-AWF Gorzów Wlkp.)                                                     | 1:49.613  | Beata Mikołajczyk (UKS Kopernik Bydgoszcz)                                | 1:50.109  |
| K-1 1000 m  | Beata Mikołajczyk (UKS Kopernik Bydgoszcz)                                          | 3:59.878  | Edyta Dzieniszewska (AKS Sparta Augustów)                                                | 4:00.514  | Anna Włosik (KKW Kraków)                                                  | 4:09.618  |
| K-1 5000 m  | Anna Włosik (KKW Kraków)                                                            | 23:15.405 | Aleksandra Górna (Zawisza Bydgoszcz)                                                     | 23:21.889 | Emilia Cywińska (Zawisza Bydgoszcz)                                       | 23:42.749 |
| K-2 200 m   | Marta Walczykiewicz Katarzyna Kołodziejczyk (KTW Kalisz)                            | 40.829    | Dominika Włodarczyk Aleksandra Górna (WKS Zawisza Bydgoszcz)                             | 41.513    | Justyna Iskrzycka Paulina Paszek (UKS-4 Katowice)                         | 42.561    |
| K-2 500 m   | Justyna Iskrzycka Paulina Paszek (UKS-4 Katowice)                                   | 1:46.709  | Dominika Włodarczyk Anna Górna (WKS Zawisza Bydgoszcz)                                   | 1:47.233  | Karolina Pielin Anna Godek (KS Posnania Poznań)                           | 1:51.305  |
| K-2 1000 m  | Karolina Naja Aleksandra Janicka (AZS-AWF Gorzów Wlkp.)                             | 3:52.883  | Aleksandra Górna Emilia Cywińska (WKS Zawisza Bydgoszcz)                                 | 3:53.455  | Karolina Pielin Anna Godek (KS Posnania)                                  | 3:54.031  |
| K-4 500 m   | AZS-AWF Gorzów Wlkp. Aleksandra Janicka Paulina Noga Karolina Naja Klaudia Szewczyk | 1:41.319  | WKS Zawisza Bydgoszcz Dominika Włodarczyk Emilia Cywińska Joanna Bruska Aleksandra Górna | 1:42.711  | KS Posnania Joanna Heneczkowska Paulina Hopcia Karolina Pielin Anna Godek | 1:43.795  |

#### Kanadyjki
| Konkurencja | Złoto                                                         | Czas     | Srebro                                                                   | Czas     | Brąz                                                | Czas     |
| C-1 200 m   | Dorota Borowska (NOSiR Nowy Dwór Mazowiecki)                  | 54.984   | Magda Stanny (MOSM Tychy)                                                | 55.952   | Dorota Kozakiewicz (UKS Koszałek Opałek Węgorzewo)  | 56.168   |
| C-2 500 m   | Dorota Borowska Justyna Boniecka (NOSiR Nowy Dwór Mazowiecki) | 2:12.059 | Dorota Kozakiewicz Katarzyna Kozakiewicz (UKS Koszałek Opałek Węgorzewo) | 2:16.343 | Kinga Kwiatkowska Malwina Siemczyk (AZS AWF Poznań) | 2:21.027 |